# Budynek przy ul. Henryka Sienkiewicza 12 w Toruniu
Budynek przy ul. Henryka Sienkiewicza 12 w Toruniu – budynek zbudowany na przełomie XIX i XX wieku według projektu Georga Sopparta z 1895 roku. Pierwotnie był to dom mieszkalny.  W 1946 roku władze miasta ulokowały w nim Państwowy Dom Młodzieży „Młody Las”, którego dyrektorem do 1986 roku był Franciszek Zacniewski, a pierwszymi wychowankami placówki była młodzież, która straciła rodziców podczas II wojny światowej.
Forma budynku nawiązuje do budowli zamkowej. Na tle pobliskiej zabudowy wyróżnia się charakterystyczną wieżyczką.
Budynek figuruje w gminnej ewidencji zabytków (nr 1072).